# Ленис, Кайсер
Кайсер Мигель Ленис Наварро (исп. Kahiser Miguel Lenis Navarro; род. 23 июля 2001, Панама) — панамский футболист, нападающий клуба «Хагуарес де Кордова» и сборной Панамы.

## Клубная карьера
Ленис — воспитанник испанского клуба «Алькала». В 2021 году игрок вернулся на родину и подписал контракт с «Индепендьенте Ла-Чоррера». 17 сентября в матче против «Спортинг Сан-Мигелито» он дебютировал в чемпионате Панамы. В этом же поединке Кайсер забил свой первый гол за «Индепендьенте Ла-Чоррера». В 2022 году Ленис перешёл в «Спортинг Сан-Мигелито». 5 февраля в матче против «Тауро» он дебютировал за новый клуб. В начале 2023 года Ленис подписал контракт с колумбийским «Хагуарес де Кордова». 26 февраля в матче против «Депортиво Перейра» он дебютировал в Кубке Мустанга. 19 февраля 2024 года в поединке против «Онсе Кальдас» Кайсер забил свой первый гол за «Хагуарес де Кордова».

## Международная карьера
27 августа 2023 года в товарищеском матче против сборной Боливии Ленис дебютировал за сборную Панамы. В этом же поединке он сделал дубль, забив свои первые голы за национальную команду.
В 2024 году Ленис принял участие в Кубке Америки в США. На турнире он сыграл в матчах против сборных Уругвая и Боливии.

### Голы за сборную Панамы
| №  | Дата            | Место                               | Противник | Счёт | Результат | Соревнование      |
| -- | --------------- | ----------------------------------- | --------- | ---- | --------- | ----------------- |
| 1. | 27 августа 2023 | Феликс Каприлес, Кочабамба, Боливия | Боливия   | 0:1  | 1:2       | Товарищеский матч |
| 2. | 27 августа 2023 | Феликс Каприлес, Кочабамба, Боливия | Боливия   | 1:2  | 1:2       | Товарищеский матч |